# A-Train III
A-Train III ist eine Wirtschaftssimulation mit Aspekten eines Aufbaustrategiespiels, das von dem japanischen Studio Artdink entwickelt und 1992 von Maxis in den USA und Europa unter dem Titel A-Train veröffentlicht wurde. Es ist der dritte Teil der Computerspielreihe A-Train und erschien daher in Japan als Take the A-Train III.

## Spielprinzip
Ziel ist die Vermehrung von Geld durch Börsenspekulation. Dabei kauft man Hotels, Fabriken und Geschäfte und investiert in Golfplätze, Vergnügungsparks und Bahnlinien. Der Ausbau des Streckennetzes und neuer Bahnhöfe ist dabei entscheidend. Es müssen Fahrplänen und bei mehreren Zügen Weichenschaltungen ausgearbeitet werden. Dargestellt wird die Szenerie in isometrischer Perspektive. Bebauungskosten steigen, wenn das Gelände nicht eben ist. Gebaut werden kann erst, wenn ein regionales Baustofflager errichtet ist und dieses mit Gütern versorgt wird. Von der Bank kann sich hierzu Geld geliehen werden. Bei zu hohen Schulden droht ein Game over. Der Tag- und Nachtwechsel sowie die Jahreszeiten werden grafisch dargestellt.

## Rezeption
Cargen Borgmeier von PC Joker bezeichnete es als durchdachte Simulation. Es sei lehrreich, die Menüs seien gut gestaltet und ähnlich wie in Sim City mache es Spaß der Welt beim Wachsen zuzusehen. Grafisch sei es detailliert gezeichnet, jedoch dabei eher farbarm gehalten. Optisch erinnere es an Modelleisenbahnen. Es handele sich um eine Mischung von Sim City und Railroad Tycoon. Durch die Börsensimulation böte es jedoch neue Aspekte. Der starke Fokus auf die Finanzsimulation könne jedoch auch abschrecken. Die Benutzerführung sei trotz der komplexen Materie gut durchdacht.
Die Zeitschrift Power Play zählte es in einem Sonderheft zu den besten Spielen des Jahres 1992.